# Ю Тэ Чоль Пётр
 Ю Тэ Чоль Пётр или  Пётр Ю (кор. 유대철 베드로, 1826, Корея — 31 октября 1839, Сеул) — святой Римско-Католической Церкви, мученик, самый молодой (13 лет) из корейских мучеников.

## Биография
Отцом Петра Ю был Ю Чин Гиль Августин. Мать Петра Ю не была католичкой и пыталась отговорить своего сына практиковать христианство. Во время гонений на христиан в Корее Пётр Ю желал стать мучеником. Вдохновлённый примером своего отца, который был осуждён в июле 1839 года за исповедание католицизма, Пётр Ю публично заявил, что является христианином, за что был заключён в тюрьму. Пётр Ю был подвергнут жестоким пыткам, чтобы он отказался от христианства.
Пётр Ю был задушен в тюрьме 31 октября 1839 года.

## Прославление
Ю Тэ Чоль Пётр был беатифицирован 5 июля 1925 года Римским Папой Пием XI и канонизирован 6 мая 1984 года Римским Папой Иоанном Павлом II вместе с группой 103 корейских мучеников.
День памяти в Католической Церкви — 20 сентября.

## Источник
- The New Glories of the Catholic Church. London: Richardson and Son. 1859., стр. 99 — 100 (англ.)
- 유대철 베드로 (кор.)